# Дефаніак-Спрінгс (Флорида)
Дефаніак-Спрінгс (англ. DeFuniak Springs) — місто (англ. city) в США, в окрузі Волтон штату Флорида. Населення — 5919 осіб (2020).

## Географія
Дефаніак-Спрінгс розташований за координатами 30°42′45″ пн. ш. 86°7′11″ зх. д. / 30.71250° пн. ш. 86.11972° зх. д. (30.712522, -86.119692).  За даними Бюро перепису населення США в 2010 році місто мало площу 36,63 км², з яких 35,59 км² — суходіл та 1,04 км² — водойми.

### Клімат
| Клімат : Дефаніак-Спрінгс | Клімат : Дефаніак-Спрінгс | Клімат : Дефаніак-Спрінгс | Клімат : Дефаніак-Спрінгс | Клімат : Дефаніак-Спрінгс | Клімат : Дефаніак-Спрінгс | Клімат : Дефаніак-Спрінгс | Клімат : Дефаніак-Спрінгс | Клімат : Дефаніак-Спрінгс | Клімат : Дефаніак-Спрінгс | Клімат : Дефаніак-Спрінгс | Клімат : Дефаніак-Спрінгс | Клімат : Дефаніак-Спрінгс | Клімат : Дефаніак-Спрінгс |
| Показник                  | Січ.                      | Лют.                      | Бер.                      | Квіт.                     | Трав.                     | Черв.                     | Лип.                      | Серп.                     | Вер.                      | Жовт.                     | Лист.                     | Груд.                     | Рік                       |
| Абсолютний максимум, °C   | 28,9                      | 30,0                      | 32,2                      | 35,6                      | 38,9                      | 40,0                      | 40,6                      | 40,0                      | 38,3                      | 36,1                      | 31,7                      | 28,3                      | 40,6                      |
| Середній максимум, °C     | 16,1                      | 18,3                      | 21,7                      | 25,6                      | 29,4                      | 32,2                      | 32,8                      | 32,8                      | 31,1                      | 26,7                      | 21,7                      | 17,2                      | 25,6                      |
| Середній мінімум, °C      | 2,2                       | 4,4                       | 7,8                       | 11,1                      | 15,6                      | 19,4                      | 21,1                      | 21,1                      | 18,3                      | 11,7                      | 7,2                       | 3,9                       | 12,2                      |
| Абсолютний мінімум, °C    | −16,1                     | −11,7                     | −7,2                      | −6,1                      | 1,7                       | 6,1                       | 12,2                      | 12,8                      | 1,7                       | −2,2                      | −8,9                      | −15                       | −16,1                     |
| Норма опадів, мм          | 142                       | 137                       | 158                       | 100                       | 126                       | 168                       | 195                       | 172                       | 153                       | 82                        | 121                       | 110                       | 1664                      |
| ------------------------- | ------------------------- | ------------------------- | ------------------------- | ------------------------- | ------------------------- | ------------------------- | ------------------------- | ------------------------- | ------------------------- | ------------------------- | ------------------------- | ------------------------- | ------------------------- |
| Джерело:                  |                           |                           |                           |                           |                           |                           |                           |                           |                           |                           |                           |                           |                           |

## Демографія
Згідно з переписом 2010 року, у місті мешкало 5177 осіб у 2160 домогосподарствах у складі 1325 родин. Густота населення становила 141 особа/км².  Було 2713 помешкання (74/км²).
Расовий склад населення:
| - 70,7 % — білих - 20,4 % — чорних або афроамериканців - 0,8 % — азіатів - 0,7 % — корінних американців - 0,3 % — вихідців з тихоокеанських островів - 4,2 % — осіб інших рас |

До двох чи більше рас належало 2,9 %. Частка іспаномовних становила 7,5 % від усіх жителів.
За віковим діапазоном населення розподілялося таким чином: 24,1 % — особи молодші 18 років, 55,7 % — особи у віці 18—64 років, 20,2 % — особи у віці 65 років та старші. Медіана віку мешканця становила 40,2 року. На 100 осіб жіночої статі у місті припадало 86,7 чоловіків;  на 100 жінок у віці від 18 років та старших — 79,0 чоловіків також старших 18 років.
Середній дохід на одне домашнє господарство  становив 44 812 долари США (медіана — 28 675), а середній дохід на одну сім'ю — 58 039 доларів (медіана — 43 636). Медіана доходів становила 44 026 доларів для чоловіків та 25 034 долари для жінок. За межею бідності перебувало 19,9 % осіб, у тому числі 22,3 % дітей у віці до 18 років та 18,5 % осіб у віці 65 років та старших.
Цивільне працевлаштоване населення становило 2191 особа. Основні галузі зайнятості: роздрібна торгівля — 20,8 %, освіта, охорона здоров'я та соціальна допомога — 20,1 %, науковці, спеціалісти, менеджери — 19,6 %.